# Rudolf Nehring
Rudolf Nehring (auch Rudi Emil Nehring; * 2. Juli 1922 in Halle/Saale; † 21. Mai 1968 in Bad Elster) war ein deutscher Journalist. 

## Leben und Wirken
Ab der zweiten Hälfte der 1950er Jahre hatte Nehring unter anderem die Funktion des Abteilungschefredakteurs im Verlag Die Wirtschaft der DDR inne. In diesem Rahmen war er Chefredakteur von sieben Fachzeitschriften, darunter zum Beispiel Die Bekleidung. Rudolf Nehring war auch erster Chefredakteur der Modezeitschrift Sibylle. Anschließend war er als Direktor des Sportverlags Berlin und des Staatsverlags der DDR tätig.
Rudolf Nehring war der Vater des Verlegers Frank Nehring und Großvater des Verlegers Robert Nehring.